# فرودگاه کوماتسو
فرودگاه کوماتسو  (به انگلیسی: Komatsu Airport) (به زبان بومی: Kanazawa/Komatsu Airport) یک فرودگاه نظامی و همگانی با کد یاتا KMQ است که یک باند فرود بتن دارد و طول باند آن ۲۷۰۰ متر است. این فرودگاه در شهر کوماتسو، ایشیکاوا کشور ژاپن قرار دارد .

## شرکت‌های هواپیمایی و مقصدهای پروازی
| شرکت‌های هواپیمایی                            | مقصدهای پروازی          | Terminal      |
| -------------------------------------------- | ----------------------- | ------------- |
| آل نیپون ایرویز                              | نیو چیتوز، هانه‌دا       | Domestic      |
| دراگون‌ایر                                    | چارتر: هنگ کنگ          | International |
| آل نیپون ایرویز اجرا توسط ANA Wings          | فوکوئوکا                | Domestic      |
| هواپیمایی شرقی چین                           | شانگهای پودنگ           | International |
| اوا ایر                                      | تائویوان تایوان         | International |
| Ibex Airlines                                | فوکوئوکا، سندای، ناریتا | Domestic      |
| خطوط هوایی ژاپن                              | هانه‌دا                  | Domestic      |
| خطوط هوایی ژاپن اجرا توسط ژاپن ترانس‌اوشن ایر | ناها                    | Domestic      |
| کورین ایر                                    | اینچئون                 | International |

### باری
| شرکت‌های هواپیمایی | مقصدهای پروازی                    |
| ----------------- | --------------------------------- |
| کارگولوکس         | دوبی، هنگ کنگ، لوگزامبورگ - فیندل |